# Резенков, Кирилл Филиппович
Кирилл Филиппович Резенков (1896 — 1969) — участник Великой Отечественной войны, Герой Советского Союза, стрелок 722-го стрелкового полка (206-я стрелковая дивизия, 47-я армия, Воронежский фронт), старший сержант).

## Биография
Родился 18 октября 1896 года в селе Песчанокопское области Войска Донского ныне Ростовской области в крестьянской семье, русский.
В 1918-1921 годах принимал участие в Гражданской войне.
На фронте с 1942 года в звании рядового в 722-м стрелковом полку 206-й стрелковой дивизии 47-я армии. Воевал на Воронежском (с октября 1943 – 1-й Украинский), 2-м Украинском и 3-м Украинском фронтах. В составе ударного отряда бойцов 25 сентября 1943 года одним из первых переправился через Днепр в районе села Келеберда Каневского района и успешно отразил ряд контратак противника, удержав и расширив плацдарм на правом берегу реки. Из описания подвига следует, что в первый день боя он уничтожил до 30 фашистов, во второй — до 25. За личную храбрость в бою с немецко-фашистскими захватчиками при форсировании Днепра указом Президиума Верховного Совета 3 июня 1944 года ему было присвоено звание Героя Советского Союза (медаль «Золотая Звезда» № 4260) Член ВКП(б) с 1944 года.
В дальнейшем участвовал в Уманско-Ботошанской наступательной операции, переправе через Днестр (за проявленный при этом героизм был награждён орденом Красной Звезды
После войны демобилизовался в звании старшего сержанта, жил и работал в городе Зернограде-2, работал в опытно-производственном хозяйстве Всероссийского научно-исследовательского и проектно-технологического института механизации и электрификации сельского хозяйства (опх ВНИПТИМЭСХ).
Умер 22 ноября 1969 года, похоронен в Зернограде на гражданском кладбище. На его могиле установлен памятник.

## Память
- В честь Резенкова названа улица в посёлке Экспериментальный Зерноградского района Ростовской области, где он жил и работал.
- На здании конторы ОПХ «Экспериментальное» (посёлок Экспериментальный, ул. Резенкова, здание управления ОПХ «Экспериментальное») установлена мемориальная доска Герою Советского Союза К. Ф. Резенкову.

## Награды
- Медаль «Золотая Звезда»;
- орден Ленина;
- орден Красной Звезды;
- медали.